# こだまこずえ
こだまこずえ（本名  谷梢、1979年5月28日 - ）は、広島県呉市出身の画家ライブペインターである。

## 人物
広島市立大学芸術学部美術学科油絵科卒業。幼い頃から、映画や映像、MVの世界観に魅了され、将来は女優になりたいが、あこがれの俳優竹中直人が多摩美術大学で演劇仲間を見つけたことをテレビで見て、芸術大学を目指す。また、サルバトールダリの「アンダルシアの犬」を見て、油絵画家が映像作品を制作していることに衝撃を受け、映像の世界の勉強のため、油絵科を選択。一浪の末、東京近辺の芸術大学の夢は叶わなかったが、地元、広島市立大学に入学。
その時代、広島市立大学の映画研究会は黄金時代を迎えていた。「θプロジャクト」と名付けられた映像グループは学生ながら、広島ローカルのラジオ番組の制作、ショートフィルム映画祭への出品、入賞などプロフェッショナルな活動をしている同期に恵まれたこずえは彼らとともに、映像作品を制作、活動を積極的に行った。また、1年生の時、コンテンポラリーダンサー伊藤キムのワークショップに参加した事から、ダンスの世界にも興味を持ち始めた。2年生の時には地元アーティストの紹介で当時関西在住の紙コップアーティスト、ロコの新聞記事を見て、3枚のファンレターを出す。その数日後、本人から電話があり、すぐさま関西の彼女のアトリエに会いに行き、その場で弟子になる。以後、韓国、イタリア、仙台などあらゆる場所で彼女のパフォーマンスを手伝いながら、コミュニケーションパフォーマンスの実践を学ぶ。
3年生の11月、コンテンポラリーダンスカンパニーコンドルズ、近藤良平のWSに参加したことで、またもや新しい表現を体感。丁度研修旅行中にコンドルズ京都公演がある事を知り、教授に食事の時間を抜け出して行く事を承諾してもらい、生の舞台を拝見。彼らのテレビのザッピングのような巡り変わる舞台に翻弄されたこずえは自分の求める表現方法はここにあると確信。卒業とともにスタッフとして彼らの舞台を手伝いながら、プロの舞台を勉強する。

## 役者経歴
上京後、芸能事務所メグナスに女優として所属。2003年12月、舞台のオーディションが受かり、「LORD~地雷を踏んだらさようなら」に出演。初舞台を踏む。
- 2004年、オーディションにてNHK教育番組「さわやか三組」担任役を掴む。これが初めてのテレビ出演になる。
- 2005年、CX「ココリコミラクルタイプドラマスペシャル」「プライドが高い女」OL役
- フジテレビ「忘文」稲垣吾郎司会　ゲスト出演
- 野ブタ。をプロデュース第8回　OL役
- 2006年　CX「ココリコミラクルタイプドラマスペシャル」「占われる女」OL役
- 2007年　日テレ「セクシーボイスアンドロボ」第一回OL役

現在は杉本彩タレント事務所　「オフィス彩」に所属

## 画家活動への転身
2005年に友人の美容室の壁画を描いている様子をSNSに日記で紹介したところ、三重県からも壁画の依頼が来る。役者の仕事より、絵の依頼のほうが増えてゆき、事務所を解約。フリーのアーティストとして、活動を始める。以後、友人とクラブイベントを行い、歌、ダンス、絵画とあらゆる表現方法を模索してゆく。そんな中、長野県の野外イベント「UEDA JOINT」にライブペインターとして出演。今まで培って来たパフォーマンススキルと大学で学んだ絵のスキルを合わせて表現出来るライブペイントはこずえのワークスタイルの中心となる。
そして、もう一つ、こずえのワークスタイルには壁画制作がある。レオナルド・ダ・ヴィンチ「最後の晩餐」をミラノで見た時、作家と観衆の時代を超えての会話の実現を体感。こずえは壁画を「わがままな絵画」と呼んでいる。自分は動かず、見る者に来てもらう。その過程に生まれる、費用、時間、異文化もすべて作品を楽しむ一つの要素だと考えている。西広島の橋脚に作成した16メートルの巨大壁画は、2008年広島街づくりデザイン賞アート・サイン部門を受賞した。
イベントやクラブで絵画制作の最初から完成までの過程を披露するパフォーマンスは日本国内のみならずカンボジア、ドイツでも高い評価を受けている。近年はアニメーション制作も手がけ、2009年の作品「スイパスズイラプサ」はNHKデジタルスタジアムでベストセレクションに選ばれる。同年、世界卓球CMコンペで「卓子ちゃんの休日」がグランプリに選ばれ、2010年にはNHK高知よりNHK大河ドラマ「龍馬伝」の若手クリエーターによるアニメCMの制作企画「発進、龍馬伝」に参加。

## ドイツに移住したきっかけ
一番のきっかけは、国内での活動が軌道に乗り始めた2009年、ドイツで開かれたINTERNATIONALES TRICKFILM FESTIVAL STUTTGARTにライブペインターとして参加したことである。同時に、Nuerthingenの美術学校でライブペイントWSを行う。そしてドイツ国内の沢山のアーティストと深い繋がりを築くことが出来た為、ドイツへの移住を熱望するようになった。

## 芸名の由来
こだまこずえの芸名はコンドルズメンバーが飲み会で付けた。後にこだまという漢字「谺」の存在を知り、本名：谷に牙が生えて縁起が良いとしてアーティスト活動に転身した今でも使用。

## 画家経歴

### 2007
- 壁画　新己斐橋　橋脚壁画　広島県西広島駅前太田川河川敷＜都市再生モデル調査事業＞
- 絵画　個展「こだまこずえ展」　広島市現代美術館
- Live paint Landscape jazz orchestra メンバーとして　＠広島市現代美術館
- Live paint Landscape jazz orchestra メンバーとして　＠広島市宇品　善徳寺
- 看板　宇根田呉服店　　＠広島市安芸府中
- 宗教画　善徳寺　＠広島市宇品
- イラスト・アニメーションシーン担当「今日という日が最後なら」柳明菜監督
- 看板　シャッター画　＠東京都八丈島
- 看板　きのこの森＆バスターミナル　　＠東京都八丈島
- イラスト　Funky Express CDジャケット
- 看板　ber 「swallowtail」　　＠広島市中区薬研掘

### 2008
- 監督　主演　アニメーション　音楽担当　映画　「plum essence」
- Live paintひろしま横川芸術祭「こだまこずえ特集」西区民文化センター
- イラスト　熊谷ヤスマサ「I Need a Change, too」
- Live paint　八丈祭　＠東京都八丈島
- 壁画　ライブハウス＠BBSTREET@関内
- イラスト　映画「悪夢探偵2」塚本晋也監督　松田龍平主演
- 賞　ひろしま街作りデザイン賞サイン・アート部門「新己斐橋の壁画」受賞
- Live paint　「十七夜祭」＠広島県呉市大崎上島
- Live paint 「factory」 ZEPP TOKYO
- 壁画　波輝カフェ　広島県呉市安浦大字安登1048-160
- 出演　NHK中国総合テレビ「核のない未来へ」
- 賞　札幌ショートフェスティバルオフシアター「plum essence」入選
- Live paint　地球愛祭　＠福岡
- モデル　Columbia mid layer コレクション「13組の情熱人」参加
- イラスト　野狐禅「野狐禅」ジャケット
- 絵画教室　文化庁芸術家派遣制度にて　木江中学校にて特別授業　＠広島

### 2009
- 看板　ペイント館　＠神奈川県横須賀市佐原
- 壁画　漫画喫茶「マンボー」＠名古屋
- 声優　AC部「海女ゾネス」主演筋子役
- 絵画教室　NPO法人　太陽の会主催　＠藤野芸術の家
- 監督、アニメーション制作　櫻音ひろゆき「おつかれさまです」MV
- 絵画教室   Nuerthingen ドイツ
- Live paint   INTERNATIONALEN TRICKFILM FESTIVAL 2009 　@Stuttgart　ドイツ
- 壁画　salon des amateurs @ Düsseldorf　ドイツ
- 賞　世界卓球CMコンペ　アニメ監督作品「卓子ちゃんの休日」グランプリ
- 賞　NHKデジスタアニメ監督作品「スイパスズイラプサ」ベストセレクション
- 俳優　「土井フェス」ゲスト出演　＠東京　下北沢
- Live paint　ロッケンローサミット2009＠渋谷AX
- Live paint　しこちゅーライブ2009　music cast 山崎まさよし　＠四国

### 2010
- アニメーション　NHK高知　大河ドラマ「龍馬伝」CM
- Live paint　「センス　オブ　ワンダー」　＠茨城
- Live paint　ロッケンローサミット2010＠渋谷AX
- Live paint　しこちゅーライブ2010　music cast 山崎まさよし　＠四国
- 壁画　カフェリエゾン＠渋谷宇田川町

### 2011
- INTERNATIONALEN TRICKFILM FESTIVAL 2011 　@Stuttgart　　＜日本の震災のためのチャリティーボランティア出演＞
- Live paint  Connichi festival@ Kassel ドイツ

### 2012
- Live paint  Full Moon Nude 広島 autumu＠広島　＜玉城ちはる、大石由梨香のライブイベントにゲスト出演＞

### 2013
- Live paint  Nippon Connection 2013 Frankfurt